# Pickleball
El pickleball és un esport de raqueta o pales tipus pàdel, d'interior o d'exterior, on dos jugadors (en partides individuals) o quatre jugadors (en partides de dobles) colpegen una bola de polímer buida perforada sobre una xarxa de 91 cm d'alt amb pales sòlides. Els dos bàndols colpegen la pilota d'anada i tornada per sobre de la xarxa fins que un dels costats comet una infracció de les normes. El pickleball es va inventar l'any 1965 com a joc de pati infantil a l'illa de Bainbridge, Washington, EUA. El 2022 l’Estat de Washington el va adoptar com a esport oficial estatal.

## Descripció general
L'aspecte d'una pista de pickleball i la manera de jugar s'assemblen al tennis, però la pista té la mida d'una pista de bàdminton de dobles, o sigui menys d'un terç de la mida d'una pista de tennis. Les línies i regles de la pista són específiques del pickleball i inclouen dues àrees de 2,1 metres a banda i banda de la xarxa, conegudes com a zones sense volea, on la pilota no pot ser colpejada amb la paleta tret que la pilota reboti primer. Les regles oficials especifiquen la puntuació per banda, on només l'equip que serveix pot anotar un punt. Tots els serveis es fan amb un cop de mà des de sota.
La pilota de polímer dur produeix un rebot significativament menor que les pilotes flexibles més suaus, com ara una pilota de tennis. El poc rebot combinat amb la zona sense volea i el servei per sota donen com a resultat un joc amb un ritme i estratègia dinàmics que van des de tirs suaus anomenats dink que es mantenen dins de les dues zones sense volea, fins a tirs potents i cops per sobre el cap. Per minimitzar qualsevol avantatge que pugui tenir el bàndol que serveix o el receptor al començament del joc, la pilota ha de picar a terra una vegada a cada costat de la xarxa abans que qualsevol dels equips pugui fer una volea, que és colpejar la pilota a l'aire abans que reboti.
El 2021 i el 2022, el pickleball va ser nomenat l'esport de més ràpid creixement als Estats Units per l'Associació de la indústria de l'esport i el fitness, en comptar amb més de 4,8 milions de jugadors. El creixent interès per aquest esport s'atribueix a una sèrie de factors, com ara una corba d'aprenentatge curta, adequat per a una àmplia gamma d'edats i nivells de forma física, i amb una baixa dificultat per iniciar-s'hi. Actualment hi ha milers de tornejos de pickleball als Estats Units, inclosos els Campionats Nacionals dels EUA i el Torneig Obert dels EUA, juntament amb dues gires professionals i una lliga professional. El pickleball també està experimentant un creixement fora dels Estats Units amb un conjunt d'altres competicions nacionals i internacionals.
L'afició pel pickleball també ha arribat a Catalunya però encara hi ha poques pistes disponibles. Hi ha registrada ja l'Associació Catalana de Pickleball.

## Etimologia
El joc es va crear el 1965 a l'illa de Bainbridge, Washington, a la casa d'estiueig de Joel Pritchard, que més tard va servir al Congrés dels Estats Units i com a tinent governador de Washington. A Pritchard i dos dels seus amics, Barney McCallum i Bill Bell, se'ls atribueix el crèdit de dissenyar el joc i d'establir-ne les regles.
Segons Joan Pritchard, l'esposa de Joel Pritchard, "El nom del joc es va convertir en Pickle Ball després que vaig dir que em feia pensar en el Pickle Boat de les curses de vela." En vela, un pickle boat és l'últim vaixell que acaba en una regata. Es diu que el terme prové d'una pràctica de les flotes pesqueres, quan l'últim vaixell d'un grup que tornava a port era el vaixell que es quedava al mar mentre la tripulació marinava (pickle en anglès) la captura amb salmorra. D'aquí va sortir el pickle boat en rem de competició.
Altres fonts afirmen que el nom "pickleball" es va derivar del nom del gos de la família de Pritchard, Pickles. Els Pritchard van declarar que el gos va aparèixer després que el joc ja havia estat nomenat, i va ser el gos que va rebre el nom del joc de pickleball. Van dir que la confusió va sorgir quan un periodista, que va entrevistar els Pritchard a principis dels anys setanta, va decidir que seria més fàcil per als lectors relacionar-se amb el gos en lloc d'amb un vaixell. La revista USA Pickleball afirma que la investigació per la seva banda confirma que el gos Pickles va néixer després que el joc ja havia estat nomenat.
Jennifer Lucore i Beverly Youngren, autores del llibre History of Pickleball; Més de 50 anys de diversió!, no van poder determinar de manera concloent si el joc va rebre el nom del gos o el gos va rebre el nom del joc. No obstant això, van descobrir una tercera possibilitat. Bill Bell havia afirmat que va posar un nom al joc perquè li agradava colpejar la pilota d'una manera que posaria el seu oponent en un embolic (pickle en anglès).
Poc després d'inventar-se el joc, alguns dels fundadors i els seus amics van portar el pickleball a Hawaii, on el joc es va conèixer com pukaball. Puka, que significa forat en hawaià, es va utilitzar inicialment per referir-se a la pilota, ja que les pilotes de pickleball tenen forats, però finalment es va convertir en sinònim del joc en si.

## Història

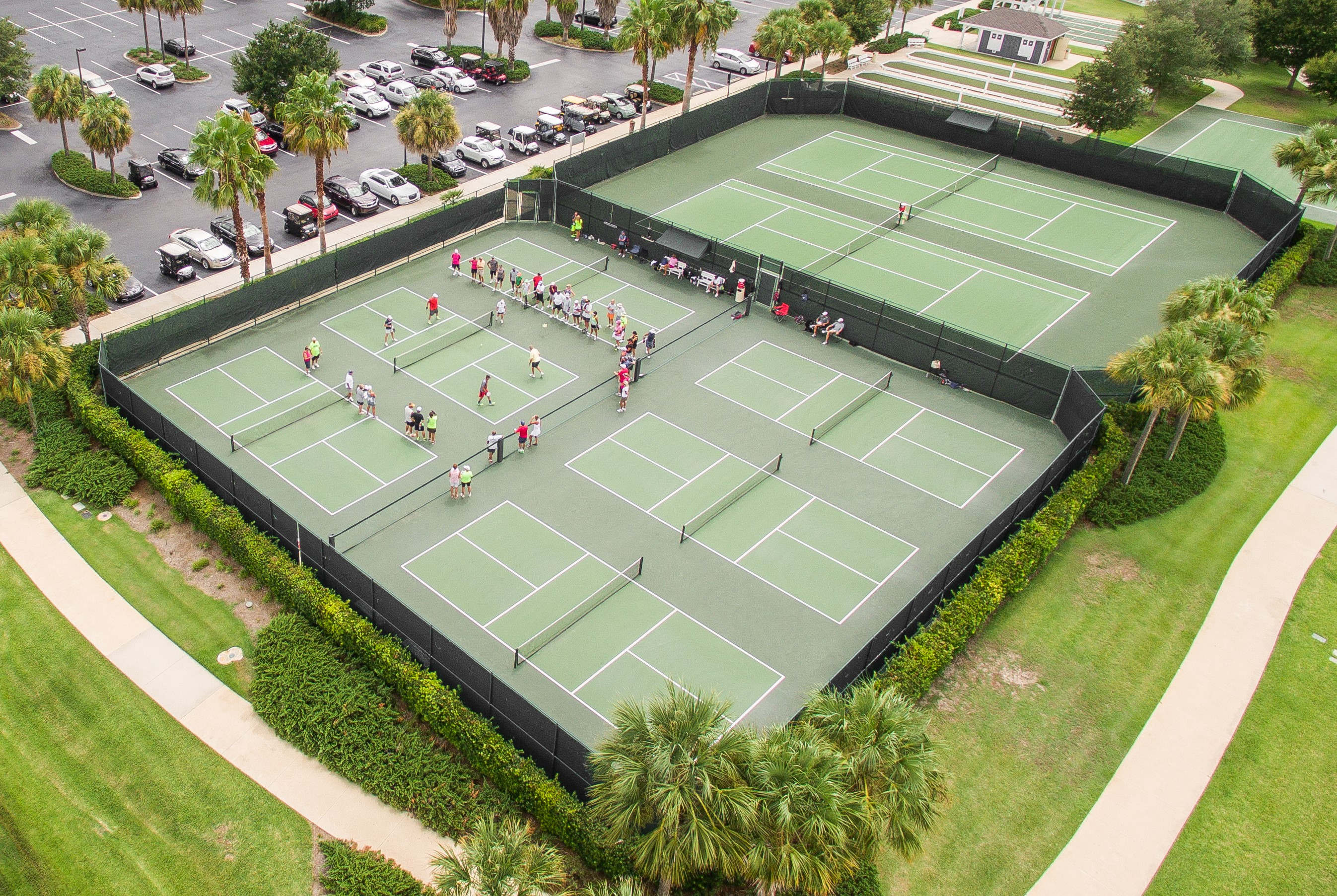
Vista aèria de sis pistes de pickleball amb dues pistes de tennis al fons

### Invenció del joc
Quan Pritchard i Bell van tornar de jugar a golf un dissabte a la tarda de 1965 van trobar les seves famílies avorrides. Havien intentat muntar una partida de bàdminton, però ningú va trobar el volant. Pritchard i Bell van desafiar els seus fills a idear el seu propi joc. Tant els adults com els nens van acabar a la pista de bàdminton i van començar a experimentar amb diferents tipus de pilotes i raquetes, com ara pales de tennis taula. Finalment, van baixar la xarxa de bàdminton de 1,5 metres d’alt a l'alçada del maluc per acomodar-se a la pilota.
Inicialment es va pensar que una pilota Wiffle era la pilota ideal, però més tard es va trobar que la Cosom Fun Ball era més duradora i proporcionava una millor experiència de joc. Les pales de tennis de taula es van substituir ràpidament per pales de fusta contraxapada més grans i duradores fabricades en un cobert proper. McCallum va continuar experimentant amb diversos dissenys de pales al taller del soterrani del seu pare a Seattle. Una paleta, que va anomenar "M2", o McCallum 2, es va convertir en la paleta escollida per a la majoria dels primers jugadors del joc.

### Pickle Ball, Inc.
Poc després de la seva creació, el pickleball es va fer popular entre els veïns locals i els familiars dels inventors. El 1968 Pritchard, juntament amb el fill de McCallum, David i dos amics més, van formar Pickle Ball, Inc. L'empresa va presentar el seu primer informe anual el 1972, més o menys al mateix temps que registraven el nom Pickle-ball. L'empresa fabricava pales de fusta i equips de pickleball per satisfer la demanda d'aquest esport. L'interès pel pickleball va continuar creixent i es va estendre des del nord-oest del Pacífic cap a zones més càlides a mesura que els turistes del nord van portar l'esport cap al sud, a Arizona, Califòrnia, Hawaii i Florida. El 2016 Pickle Ball, Inc. va ser comprada per PickleballCentral.com, que opera amb el nom corporatiu Olla, LLC.

### Tornejos
Un torneig de 1976 celebrat al Southcenter Athletic Club de Tukwila, Washington s'acredita com el primer torneig formal de pickleball. Va ser anunciat com "El primer campionat mundial de Pickleball" per Joel Pritchard i va rebre una menció a l'edició de juliol de 1976 de la revista Tennis. La United States Amateur Pickleball Association (USAPA) es va formar l'any 1984, moment en què van publicar el primer reglament oficial per a l'esport i van celebrar els primers Campionats Nacionals de Dobles a Tacoma, Washington. El 1990, l'esport s'estava practicant als 50 estats. L'any 2001, el pickleball es va incloure com a esport de demostració als Jocs Olímpics sèniors d'Arizona (ASO) amb 100 participants. El torneig de pickleball es va celebrar al Happy Trails RV Resort a Surprise, Arizona i en 5 anys va incloure 275 participants. La inclusió del pickleball a l'ASO va ser considerada com una de les principals contribucions al creixement dels tornejos als Estats Units.
Els Campionats Nacionals de Pickleball dels Estats Units se celebren a prop de Palm Springs, Califòrnia, coorganitzat per Larry Ellison, cofundador i CEO d'Oracle i propietari de l' Indian Wells Tennis Garden, on s'hi juguen des del 2018. S'havien jugat anteriorment a Arizona, del 2009 al 2017. El torneig compta amb la supervisió de l'Associació de Pickleball dels Estats Units, que es va reincorporar amb un llibre de regles actualitzat el 2005 després de la seva fundació el 1984. Els US Open Pickleball Championships es juguen en un altre centre de pickleball, Naples, Florida, i van començar el 2016. Les estimacions de jugadors actius han crescut fins als 3,3 milions el 2019, un 10% més que el 2016. A partir del 2021, hi havia 58 països membres supervisats per la Federació Internacional de Pickleball. Actualment hi ha més de 8.000 ubicacions de pickleball als Estats Units
Pickleball va ser nomenat esport oficial de l'estat de Washington el 2022 per la legislatura estatal. La legislació va ser signada pel governador Jay Inslee a la pista familiar original de Pritchard on es va inventar l'esport.

## Creixement de l'esport
Des dels seus inicis, el nombre de persones que juguen al pickleball ha crescut cada any i després del 2010 va començar a ser esmentat com un dels esports de més ràpid creixement als Estats Units. A partir del 2019, es creu que la pandèmia de la COVID-19 va donar un impuls addicional al creixement de l'esport, ja que la gent buscava alternatives a les activitats a l'interior. El 2021 i el 2022, l' Associació de la Indústria de l'Esport i el Fitness (SFIA) va informar oficialment que el pickleball s'havia convertit en l'esport de més ràpid creixement als Estats Units dos anys consecutius. Durant aquests anys, el nombre de jugadors va augmentar gairebé un 40% fins als 4,8 milions de jugadors. Algunes estimacions prediuen que podria haver-hi fins a 40 milions de jugadors a finals de la dècada.
El creixement del pickleball s'ha atribuït a una sèrie de factors, com ara;
- Un jugador nou pot començar a gaudir de l'esport des de la primera presentació
- Persones de diferents edats i capacitats físiques poden gaudir del joc juntes
- L'esport és relativament barat per començar a jugar, si hi ha una pista pública disponible
- L'esport ha desenvolupat un fort aspecte social
- L'experiència en altres esports de raqueta es pot transferir fàcilment al pickleball
- Els jugadors competitius troben que els aspectes estratègics de l'esport són un repte apassionant

A més, instal·lar noves pistes exteriors és relativament econòmica en comparació amb altres esports de raqueta. Una pista de tennis única requereix més de 3 vegades més espai i material de construcció que una pista de pickleball, i les pistes de tennis no utilitzades es poden convertir fàcilment en diverses pistes de pickleball o les pistes es poden marcar per a un ús doble. Aquests factors de cost són especialment atractius per als departaments locals de parcs i recreació.

## Pista i equipament

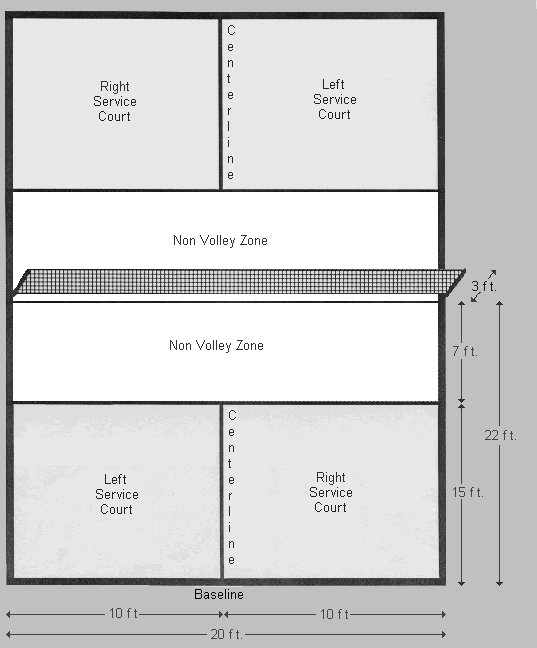
Dimensions d'una pista de pickleball

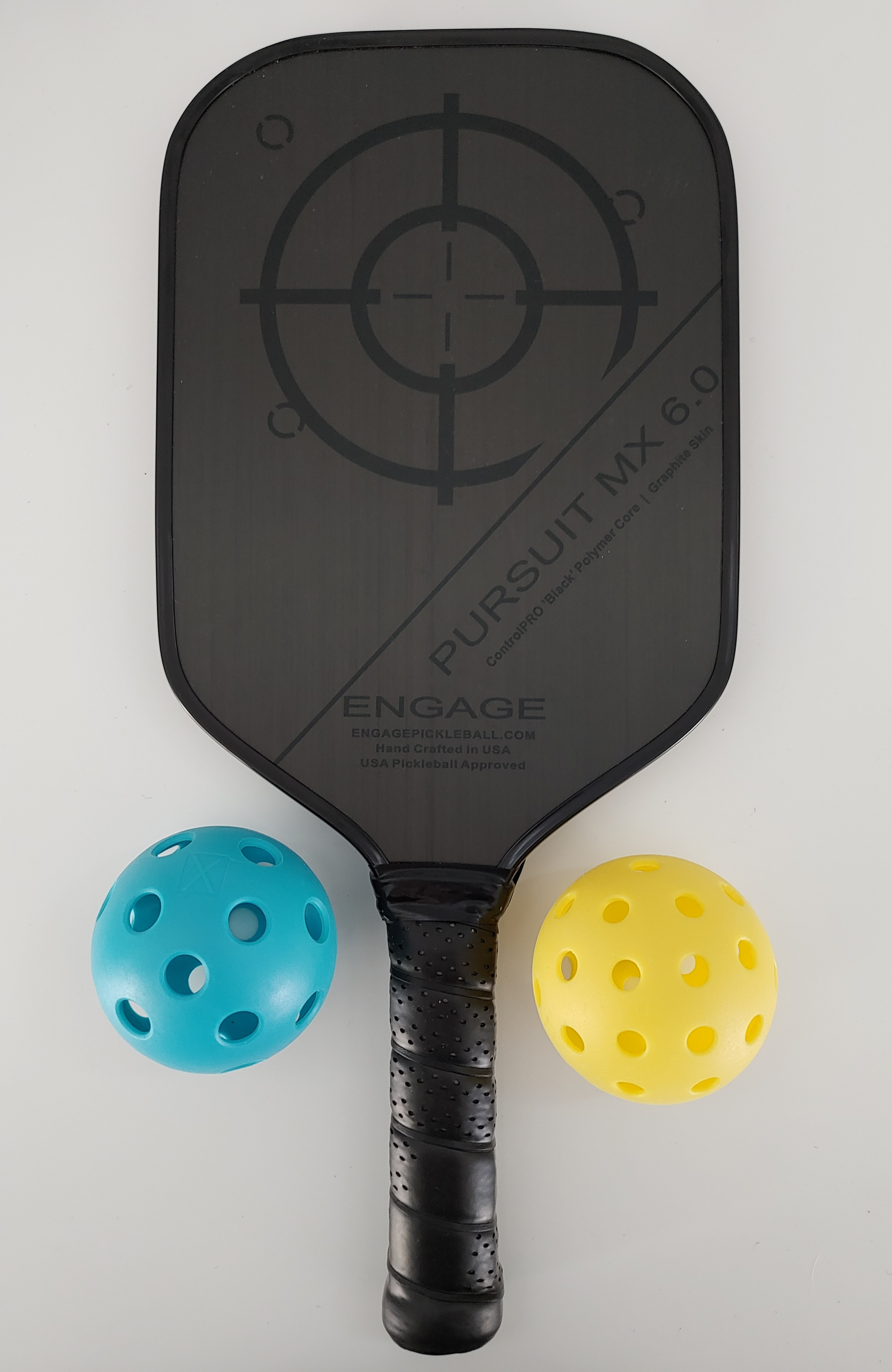
Una paleta de pickleball amb una pickleball de 26 forats (blava) i una pickleball de 40 forats (groga)

### Pista
La mida reglamentària de la pista és de 6,1 m per 13,41 m, tant per a dobles com per a individuals, de la mateixa mida que una pista de bàdminton de dobles. Una línia a 2,1 m de la xarxa és la línia sense volea. A 6,7 metres de la xarxa, la línia de fons marca el límit exterior de l'àrea de joc. L'àrea delimitada per la línia de no volea, les línies laterals i la xarxa, incloses les línies, es coneix com a zona sense volea, o "cuina" (kitchen). L'àrea entre la línia de no volea i la línia de base és la pista de servei. Una línia central divideix la pista de servei en costats esquerre i dret.

### Xarxa
La xarxa fa 91 cm d'alt als extrems i 86 cm al centre. Els pals de xarxa han d'estar a 6,7 m entre si, mesurats de l'interior d'un pal a l'interior de l'altre pal.

### Pilota
La bola original utilitzada quan es va inventar el joc era una bola wiffle. USA Pickleball (USAP) i la Federació Internacional de Pickleball (IFP) han adoptat des de llavors estàndards específics de pilota únics per al pickleball. Les boles han de ser d'un material modelat durador amb una superfície llisa i han de tenir entre 26 i 40 forats circulars uniformement espaiats. Han de pesar entre 22,1 i 26,5 grams i medir entre 73 i 75 mm de diàmetre. Els tornejos homologats per l'USAP i l'IFP han d'escollir d'entre una llista de pilotes aprovades prèviament que es troben als llocs web de l'USAP i l'IFP.
Les boles amb forats més petits s'utilitzen generalment per jugar a l'aire lliure per minimitzar els efectes del vent, però qualsevol pilota homologada es pot utilitzar tant per jugar a l'interior com a l'exterior.

### Pala
Per als jocs homologats, els estàndards de mida de la paleta USAP i IFP diuen que la longitud i l'amplada combinades de la paleta no superaran els 61 cm i la longitud no pot superar els 43 cm. No hi ha requisits de gruix o pes. La paleta ha d'estar feta d'un material no compressible i la superfície de la paleta ha de ser llisa i sense textura. Les pales utilitzades en tornejos homologats han d'estar a la llista de pales aprovades prèviament que es troba als llocs web de l'USAP i l'IFP.

## Ordre de joc

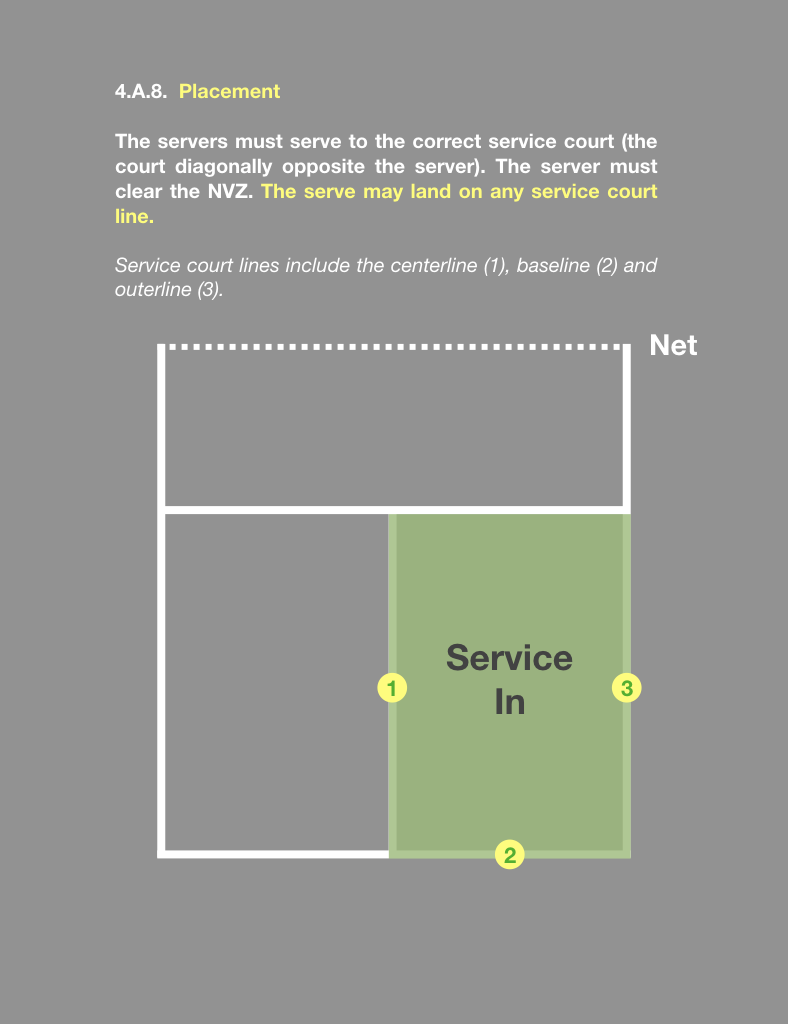
Servei in

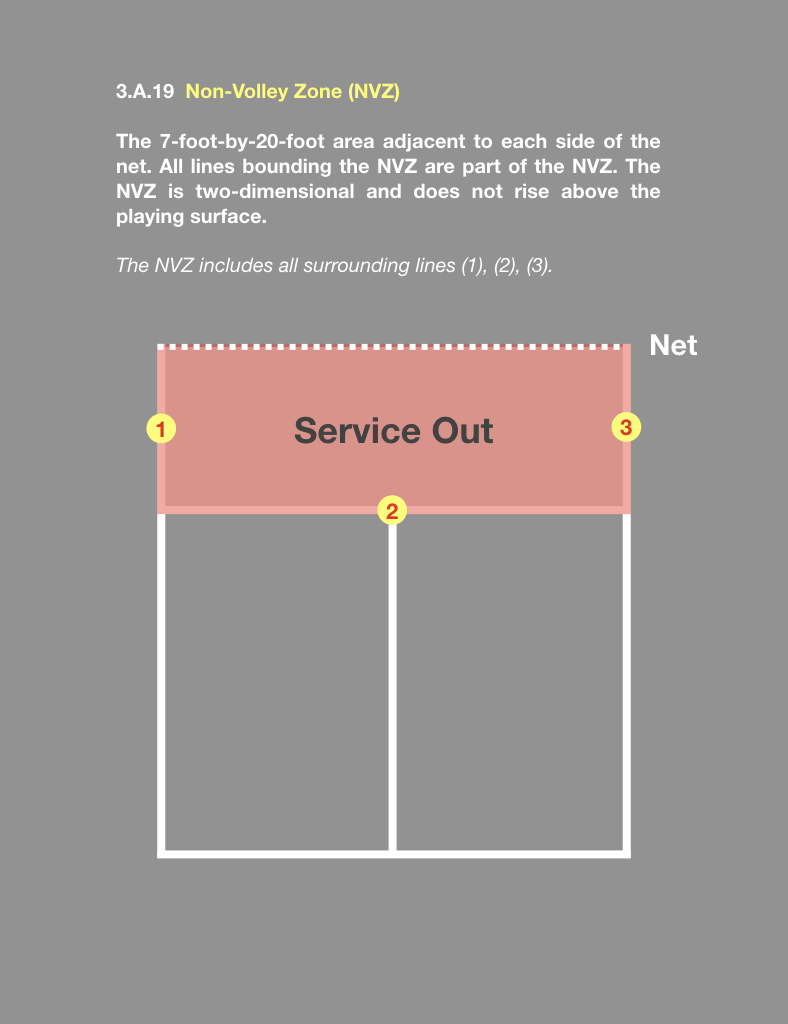
Servei out

Qualsevol mètode equitatiu per determinar quin equip o jugador servirà primer, i en quin costat de la xarxa estarà cada equip o jugador, és acceptable.

### Anunciant el marcador i el servei
El marcador s'anuncia abans de cada servei per l'àrbitre que supervisa el partit. Si no s'oficia un partit, el servidor anuncia el marcador.
Dobles: En dobles el marcador té tres parts; la puntuació de l'equip que fa servir, la puntuació de l'equip receptor i el número de servidor, un "1" o "2" que indica si el servidor és el primer o el segon servidor de l'equip que serveix. El primer servidor del joc sempre es considera el segon servidor de l'equip que fa servir i pot trucar al número de servidor com a "inici" o "2". La puntuació inicial en dobles s'anuncia com a "zero zero dos".
Individuals: En individuals la puntuació només té dues parts; la puntuació del jugador que fa servir i la del jugador receptor. La puntuació inicial en individuals sempre s'anuncia com a "zero zero".
El primer servidor inicial del joc inicia el primer servei del joc des de la pista de servei dreta del seu equip, també anomenada pista de servei parell. Els serveis sempre es fan a la pista transversal diagonal del seu oponent. La pista transversal diagonal de la pista de servei dreta d'un equip també és la pista de servei dreta de l'altre equip. El contrari és cert per a la pista de servei esquerra, o senar.

### Regla dels dos bots
Un servei ha d'aterrar a la pista de servei en diagonal al costat de la xarxa de l'oponent (vegeu el diagrama del "servei in"). El receptor del servei ha de permetre que la pilota boti un cop abans de tornar la pilota al costat del servidor de la xarxa. Una vegada que el receptor ha tornat la pilota per sobre de la xarxa, el costat que serveix també ha de permetre que la pilota boti un cop abans de tornar la pilota al costat que no serveix. Això es coneix com la regla dels dos bots.
Després dels dos primers retorns, qualsevol dels costats pot fer volea amb la pilota, és a dir, retornar-la abans que boti. La pilota mai pot botar més d'una vegada abans de tornar-la. Cap jugador no pot volejar la pilota mentre és dins la zona sense volea, o mentre toca qualsevol de les línies al voltant de la zona no volea.

### La resta del joc
Un servidor continua servint el joc, alternant les pistes de servei dret i esquerre, fins que el seu equip comet una falta.
Dobles: Al començament d'un joc de dobles, el bàndol que serveix primer només se li permet una falta abans que el seu bàndol sigui fet fora, anomenat side-out, i el servei passi al seu oponent. Després del primer side-out del joc, cada equip pot cometre dues faltes abans que es demani un side-out, donant a cadascun dels jugadors d'un equip de dobles l'oportunitat de servir abans que el servei passi a l'altre equip. El segon servidor d'un equip ha de continuar alternant entre les pistes de servei dreta i esquerra des d'on l'hagi deixat el seu company. Per exemple, si l'últim servei del seu company va ser de la pista de servei dreta, llavors el segon servidor ha de començar a servir a la pista de servei esquerra. El primer servei després d'un side-out, sempre s'inicia des de l'àrea de servei correcta .
Individuals: en individuals, es convoca un side-out cada vegada que el costat que saca comet una falta. Si la puntuació del jugador que fa servir és zero o parell, ha de servir des de la pista de servei dreta, o parell, en cas contrari, ha de servir des de la pista de servei esquerra o imparell. Depenent del marcador actual, el primer servei després d'una sortida lateral pot ser des de la pista de servei dreta o esquerra.
El primer equip que ha anotat 11 punts, amb almenys dos punts d'avantatge, guanya el partit. Les partides del torneig es poden jugar a 11, 15 o 21 punts amb els jugadors rotant els costats amb 6, 8 o 11 punts totals, respectivament.

## Manera de jugar

### La puntuació
Pickleball utilitza la puntuació lateral, el que significa que només el costat que serveix o saca pot anotar un punt. L'equip que serveix guanya un punt cada vegada que l'equip que no saca comet una falta. Cap dels dos equips guanya un punt quan l'equip al servei comet una falta. Atès que el marcador sempre s'anomena com a puntuació del bàndol servidor seguit del marcador del bàndol receptor, les dues puntuacions s'inverteixen cada vegada que es produeix una sortida de banda. Per exemple; si un equip de dobles comet una falta quan el marcador és "cinc tres dos" (dos indicant el segon servidor), l'altre equip es converteix en el nou equip que fa servir i el marcador s'indica com "tres cinc un".

### El servei
Quan serveix, el servidor ha d'estar darrere de la línia de base en un costat de la línia central i servir la pilota a la pista de servei en diagonal de l'oponent. Es permeten dos tipus de servei, un servei de volea o un servei de drop .
- Servei de volea: quan una pilota és colpejada per la paleta del servidor sense que la pilota toqui amb el terra, s'ha de servir amb un cop des de sota perquè el contacte amb la pilota es faci per sota de la cintura en un arc cap amunt, i el punt més alt del cap de la paleta ha d'estar per sota del canell.
- Servei de caiguda (drop): quan una pilota es deixa caure a terra i es deixa botar abans de ser colpejada per la paleta del servidor, les restriccions d'ubicació de la pilota i la paleta ja no s'apliquen. La pilota no pot ser llançada o impulsada pel servidor de cap manera.

### Posicionament del jugador
A part del servidor, no hi ha regles que dictin on s'ha de situar cada jugador quan s'inicia el servei, però els receptors de servei solen començar darrere de la línia de base fins que saben on rebotarà el servei. La parella del receptor sol començar prop de la línia de la cuina. La parella del servidor normalment es queda per darrere de la línia de base amb el servidor fins que sàpiga on rebotarà el primer retorn del servei. Algunes parelles de dobles utilitzen una estratègia anomenada apilament per garantir que cada soci pugui passar ràpidament al costat més avantatjós de la pista, en funció del conjunt d'habilitats de cada soci, després de cada servei i/o retorn de servei.
Quan serveix, i quan torna un servei, és fonamental que cada jugador recordi la seva posició inicial del joc. El jugador equivocat que serveixi, servir des del costat equivocat de la pista, o que retorni un servei el jugador equivocat, són totes faltes.
Dobles: la puntuació d'un equip sempre ha de ser un nombre parell quan el seu servidor inicial està sacant des de la pista de servei dreta, i un nombre senar quan serveix des de la pista de servei esquerra. El contrari és cert per al servidor no inicial d'un equip.
Individuals: en individuals, la puntuació d'un servidor sempre serà parell (0, 2, 4, 6, 8, 10...) quan serveix des de la pista de servei correcta, i imparell (1, 3, 5, 7, 9...) en el servei des de la banda de servei esquerra.

### La zona deno-volea
Cap jugador pot volejar una pilota mentre és dins la zona de no-volea, o mentre toca qualsevol de les línies al voltant de la zona de no-volea. Un jugador pot entrar a la zona de no-volea per jugar una pilota que ha botat i pot quedar-s'hi per jugar altres pilotes que reboten, però el jugador ha de restablir els dos peus fora de la zona sense volea abans de jugar una volea. La zona sense volea és l'àrea ressaltada i les línies numerades que es mostren al diagrama "servei out".

### L'intercanvi de cops i la fallada
Després del servei, continua la jugada fins que un costat comet una falta que resulta en una bola morta. En els partits no arbitrats, els jugadors són responsables de fer advertències de línia al seu costat de la xarxa. Si hi ha algun dubte de si la pilota està fora o dins, l'advertència s'ha de fer a favor de l'adversari.
Els errors inclouen:
- el servidor equivocat serveix la pilota, o serveix des del costat equivocat de la pista
- qualsevol dels peus del servidor trepitja o toca la línia de base, o és fora de les extensions imaginàries de la línia central o lateral.
- no colpejar el servei a la pista de servei diagonal de l'oponent
- el receptor equivocat torna la pilota
- volejar la pilota quan retorna un servei
- volejar la pilota quan es retorna el primer servei
- no colpejar la pilota més enllà de la xarxa
- no colpejar la pilota abans que boti dues vegades en un costat de la xarxa
- colpejar la pilota fora dels límits (fora de les línies de la pista)
- entrar a la zona sense volea, o tocar la línia que no és volea, en l'acte de llançar la pilota
- tocar la xarxa amb qualsevol part del cos, roba, pàdel o dispositiu d'assistència

## Pickleball professional
La popularitat del pickleball ha estimulat el creixement d'inversors i patrocinadors. Com a resultat, el 2019 es van formar de manera independent dues gires de pickleball professional i el 2021 es va formar una lliga professional de pickleball.
Association of Pickleball Professionals (Associació de Professionals del Pickleball): L'APP va ser formada per Ken Herrmann que va alinear la seva gira amb la USA Pickleball (USAP),, l'òrgan rector del pickleball als Estats Units. Tots els jocs estan aprovats per USAP i han de complir les regles de l'USAP. L'APP Tour 2022 inclou 32 tornejos en cinc països i ha atret una mitjana de 800 jugadors a cada torneig. S'espera que el premi total sigui de 2 milions de dòlars.
Professional Pickleball Association : La PPA va ser format per Connor Pardoe i té la seu a Draper, Utah. Desitjant la independència per donar forma a la gira al seu gust, Pardoe no es va alinear amb l'USAP. Inicialment, la PPA exigia que tots els jugadors signessin un contracte d'exclusivitat d'un any, impedint que els jugadors del PPA participessin en qualsevol gira que no fos del PPA. A finals del 2021, Thomas Dundon va comprar el PPA i va ampliar els contractes d'exclusivitat a 3 anys. Pardoe va seguir sent conseller delegat del PPA Tour. S'espera que el PPA Tour 2022 inclogui 20 tornejos amb un total de premis de 2,5 milions de dòlars.
Major League Pickleball : l'organització MLP es va formar el 2021 per Steve Kuhn a Dripping Springs, Texas. En el seu primer any la Lliga estava formada per 8 equips i incloïa jugadors tant de l'APP com del PPA. El segon any es va ampliar a 12 equips, però el PPA ja no va permetre que els seus jugadors participessin a la Lliga. Cada equip està format per dos homes i dues dones. Els membres de l'equip són escollits mitjançant un draft o reclutament de doble serp dissenyat per fer que els equips siguin el més competitius possible. Hi ha programades tres competicions separades per al 2022 i l'equip guanyador de cada competició guanyarà 25.000 dòlars per cada membre de l'equip. L'equip guanyador també rep la Copa Pritchard .

## Estatus internacional
El Pickleball no és actualment un esdeveniment esportiu olímpic i encara no està representat a l' Associació Global de Federacions Esportives Internacionals (GAISF). Hi ha dues federacions de pickleball amb diversos membres nacionals, la Federació Internacional de Pickleball (IFP) i la Federació Mundial de Pickleball (WPF). Tant l'IFP com la WPF estan fent esforços perquè el pickleball aparegui com a esport olímpic, possiblement com a esport de demostració. L'IFP treballa específicament per als jocs d'estiu de París 2024 o Los Angeles 2028. Un article de Sports Illustrated va concloure que el joc probablement no es veuria als Jocs Olímpics abans del 2032.
El Pickleball va ser acceptat com a esport de demostració als Jocs Maccabiah de juliol de 2022, considerat el tercer esdeveniment esportiu més gran del món.Aquesta va ser la primera vegada que el pickleball va aparèixer en un esdeveniment homologat pel Comitè Olímpic Internacional.

### Federació Internacional de Pickleball
L'IFP va ser establert l'any 2010 per l'Associació de Pickleball dels Estats Units per servir com a òrgan rector mundial del pickleball. L'IFP tenia 63 membres nacionals A Juliol 2022. L'IFP tenia 70 nacions membres a finals de març de 2022, però un conflicte a l'organització va provocar que 7 de 8 nacions membres de ple dret i 2 nacions membres associats es retiressin, inclòs l'USA Pickleball.
- Copa Bainbridge: la Copa Bainbridge anual, anomenada així per l'illa on es va inventar el pickleball, va ser establerta per l'IFP el 2017. Es va convertir en el primer esdeveniment intercontinental per equips d'aquest esport. L'acte inaugural es va celebrar a Madrid, Espanya, i va enfrontar Amèrica del Nord amb Europa. L'equip guanyador guanya el trofeu de la Bainbridge Cup.[60] Les competicions per equips de la Bainbridge Cup 2020 i 2021 es van cancel·lar a causa de la pandèmia de la COVID-19.

### Federació Mundial de Pickleball
El WPF es va establir el 2018 i comptava amb 34 nacions membres A Juliol 2022 . Part de la missió declarada del WPF és "governar la infraestructura del pickleball". La WPF va declarar el 10 d'octubre de cada any el Dia Mundial del Pickleball i es va fixar l'objectiu d'introduir 10.000 jugadors nous al joc del pickleball cada 10 d'octubre.
- Jocs Mundials de Pickleball: els Jocs Mundials de Pickleball van ser anunciats per primera vegada pel WPF l'any 2021 i tenen la intenció de servir com a format per a possibles futurs Jocs Olímpics.[62] Els Jocs Mundials de Pickleball s'havien programat per al maig de 2022 a Austin, Texas, però a causa dels impactes actuals de la pandèmia COVID-19, els jocs s'han ajornat fins al 2023.[63]

## Variacions de regles
Com que el joc és relativament nou, sovint s'hi fan modificacions de les regles. El 2021 es va fer un canvi de regla per a un "saque net", de manera que un servei que toqui la part superior de la xarxa i caigui a la pista de servei adequada ja no es torni a jugar. La regla anterior sobre un "deixar servir" es va prendre en préstec del tennis, on sempre es torna a jugar una advertència de "deixar servir".

### Para-pickleball
Para-pickleball, de vegades anomenat pickleball adaptatiu o pickleball en cadira de rodes, va ser reconegut oficialment com una branca competitiva del pickleball per USA Pickleball el 2016. Les normes per a persones amb cadira de rodes són similars a les normes estàndard amb petites modificacions. La cadira de rodes d'un jugador es considera part del cos del jugador i totes les regles que s'apliquen al cos també s'apliquen a la cadira de rodes del jugador.
A un jugador de pickleball en cadira de rodes se li permeten dos bots de pilota en comptes d'un. Quan un jugador en cadira de rodes està sacant la pilota, ha d'estar en una posició estacionària. Aleshores se'ls permet una empenta abans de colpejar la pilota per al servei. Quan el jugador colpeja la pilota, les rodes de la cadira de rodes no han de tocar cap línia de fons, línia lateral, línia central o el centre o línia lateral ampliada. Quan un joc inclou jugadors en cadira de rodes i dempeus, cada jugador ha de complir les seves normes respectives. Els jugadors dempeus s'adheriran a les regles de pickleball dempeus i els jugadors de cadira de rodes s'adheriran a les regles de pickleball en cadira de rodes.

### Normes del circuit professional
Els jocs APP Tour estan aprovats per USA Pickleball i segueixen totes les regles establertes per USA Pickleball. El PPA Tour no està aprovat i ha optat per no adoptar alguns canvis de regles recents per als partits professionals i sèniors. Els partits de PPA Tour no professionals continuaran seguint totes les regles del llibre de regles de l'USAP. Les regles específiques de les quals es desvia el PPA per als partits professionals són: el servei de caiguda o drop, el servei de paddle swipe o de motoserra i el servei de deixar.
El PPA no ha instituït el servei de caiguda o drop i no els permet en partits de PPA professionals. Les noves regles de l'USAP només permeten que un jugador toqui la pilota amb la mà que allibera la pilota, fent que el servei de motoserra sigui il·legal als jocs de l'APP. El PPA continua permetent el servei de motoserra en partits de PPA professionals. Les regles de l'USAP consideren serveis vàlids els serveis que toquen la xarxa però aterren a l'àrea de servei correcta, però aquests serveis s'han de repetir en partits professionals de PPA. Si es produeix un segon servei deixat quan es torna a jugar, és un error per als servidors PPA.

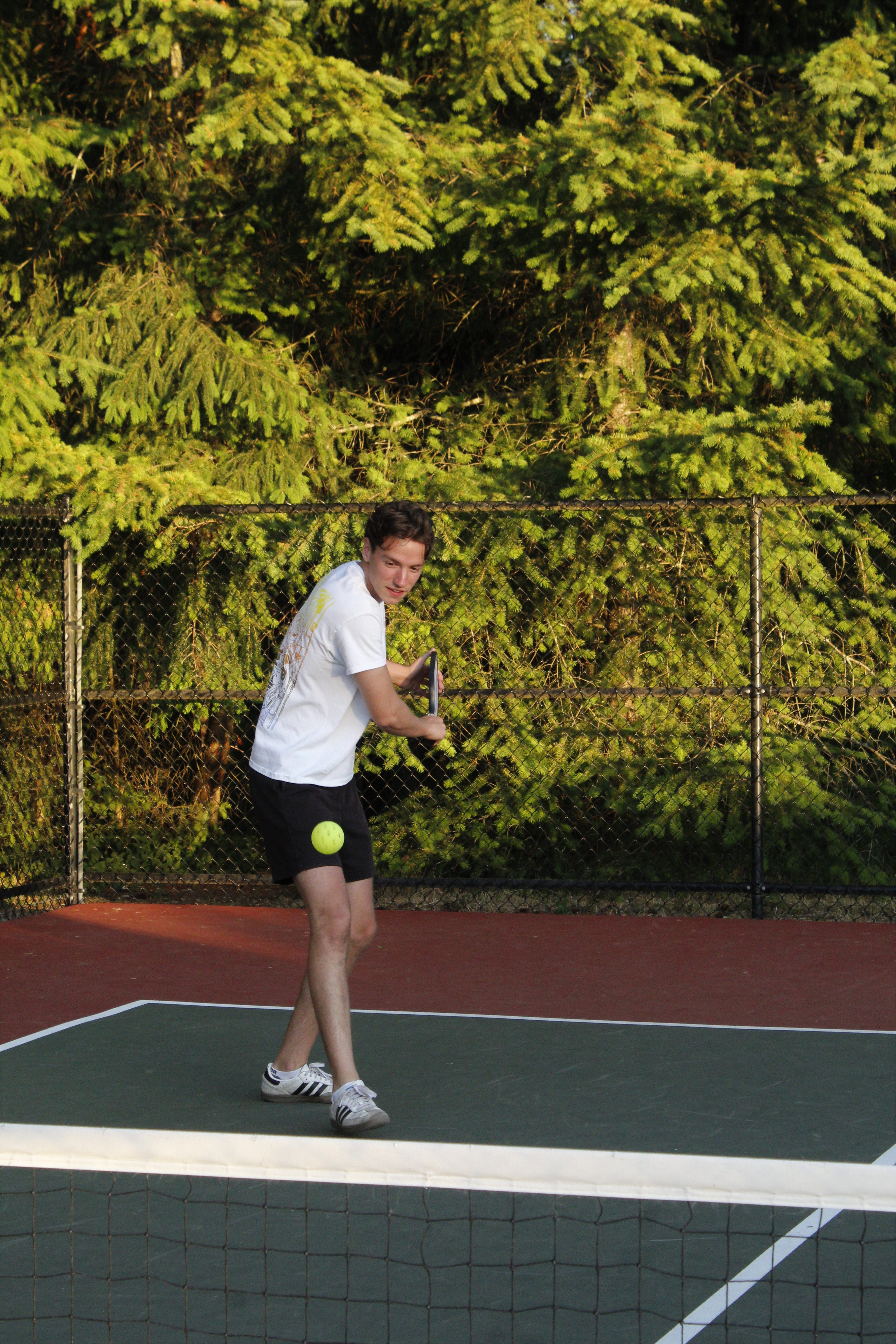
Un pickleballer que torna un servei amb revés

## Polèmica del soroll
Quan la paleta dura de pickleball colpeja la bola dura, es pot produir un soroll fort. El so constant durant el joc ha generat conflictes entre els propietaris de pistes de pickleball i altres propietaris propers. Això porta a una reacció adversa i intensa de moltes comunitats, conseqüència del ràpid augment de la popularitat del pickleball.
El setembre de 2020, un parc de l' àrea metropolitana de Portland va haver d'establir la prohibició del pickleball, tot i haver-ne instal·lat noves pistes cinc mesos abans. Els residents més propers a les pistes de pickleball van dir que no podien mantenir converses a casa seva degut a la fressa de les partides de pickleball. Malgrat la prohibició, l'any següent la gent encara feia servir les pistes. El juny de 2021, en una reunió de l'Ajuntament de West Linn, un resident va dir que el soroll va provocar que les reunions familiars fossin "... provocades amb discòrdia i estrès físicament debilitant". Algunes persones van descriure el soroll com a "inductor de trauma".

## Lesions degudes al pickleball
Malgrat ser considerat un esport apte per a gent gran o per a persones en poca forma física, el cert és que es tracta d'un esport amb exigències corporals que poden provocar lesions. La competitivitat associada a qualsevol esport té també lloc al pickleball, augmentant el risc de lesions.
En un extens reportatge publicat el 20 d'agost del 2022 al The New York Times, el redactor i premi Pulitzer Matt Richtel exposa les conseqüències d'aquests riscos (“Pickleball, Sport of the Future Injury?”). Un estudi del 2019 de The Journal of Emergency Medicine va comptabilitzar 19.000 lesions de pickleball el 2017, de les quals un 90% que van afectar persones de 50 anys o més. Un altre estudi publicat el 2021 a la revista Injury Epidemiology va confirmar la tendència ascendent d'aquestes dades.
Com explica Richtel: “L'estudi [de Injury Epidemiology] va trobar que el 2018 el nombre de visites a la sala d'emergències relacionades amb el pickleball entre les persones de 60 anys o més era igual que en el tennis. Molts jugadors de pickleball són més grans; l'edat mitjana és de 38 anys, però la meitat de tots els jugadors "bàsics", és a dir, devots, tenen 55 anys o més, segons USA Pickleball, que s'autoanomena l'òrgan de govern de l'esport. En general, els cossos més vells tenen més probabilitats que els més joves de tenir problemes existents, que es poden amplificar fàcilment.
Però el pickleball és enganyosament exigent a qualsevol edat. Implica parades i arrencades ràpides, i moltes voltes i girs, va dir el doctor Neil Roth, ortopèdic del comtat de Westchester, Nova York. I en una pista petita l'esforç sembla innòcu, de manera que els jugadors tendeixen a arribar o a doblegar-se per fer una jugada més dura per al cos del que sembla. Al tennis, un jugador nou podria no pensar en perseguir una pilota llunyana, mentre que en el pickleball la temptació és més gran de doblegar-se, arribar i carregar.”